# زلزال بندر عباس 2008
زلزال بندر عباس 2008 هو زلزالٌ وقعَ في بندر عباس في إيران بتاريخ 10 سبتمبر 2008.